# 恰克玛克河
恰克玛克河，也称“恰克马克河”，是中华人民共和国新疆维吾尔自治区西南部喀什噶尔河的一条支流，地处天山南麓北部，塔里木盆地西边缘。恰克玛克河系发源于乌恰县境内的5031米的阿克套山的苏约克河,该河与托云达里亚在乌恰县的托云乡托云村(40°09′46″N 75°18′23″E / 40.16278°N 75.30639°E)汇合后,在乌恰县的牧场附近的恰克马克大桥处(40°05′54″N 75°23′58″E / 40.09833°N 75.39944°E)与发源于中吉边界的琼托库依瑞克河汇合后即为恰克玛克河。该河全长166千米，流域面积约4820km2，集水面积约3788平方千米。恰其嘎水文站实测资料统计，恰克玛克河干流多年平均径流量为1.81×108m3，实测最大年径流量（1995年）2.019×108m3，实测最小年径流量（1977年）0.81×108m3，实测最大洪峰流量为351m3/s（1999年7月30日）；恰克玛克河多年平均输沙量为199.69×104t，基本上是大水大沙。6—9月的输沙量，占全年总泥沙量的55.6%。根据巴音谷路提水文站测定，该河夏季富水期径流量占全年的42.1%，4-9月占75.7%，冬季枯水期径流量占全年的8.2%。

## 河道
- 恰克玛克河干流的起点位于乌恰县的托云乡托云村，终点位于阿图什市上阿图什乡的阔纳喀尔果勒村(39°40′43″N 75°44′46″E / 39.67861°N 75.74611°E)及恰克玛克河渠首，恰克玛克河在恰克玛克河渠首又分为南支流和北支流
- 北支流起点位于阿图什市上阿图什乡的阔纳喀尔果勒村及恰克玛克河渠首，终点位于阿图什市的阿扎克乡翁艾日克村与自北向南而来的布谷孜河南支汇合，流入托卡依水库，由托卡依水库泄洪直入克孜河引洪干渠内
- 南支流起点位于阿图什市上阿图什乡的阔纳喀尔果勒村及恰克玛克河渠首，终点位于喀什地区的疏附县伯什克然木乡，然后通过天然河沟疏浚后直入克孜河内。